# Dicronocephalus
Dicronocephalus — род жуков из подсемейства бронзовки в составе семейства пластинчатоусых.

## Описание
Крупные жуки (длина тела без головных отростков у самцов достигает 23 — 29 мм, с головными отростками — до 39 мм), с широким, почти не выпуклым, несколько суженным назад телом. Окраска чёрного и частью красно-бурого цвета. Тело покрыто очень густым, целиком скрывающим основной фон светлым, серовато-белым, зеленовато-серым или желтовато-оливковым налетом. Голова сверху, за исключением пятен и полосок около внутренних краев глаз, без налёта. Также без налёта тонкая кайма по краям переднеспинки, надкрылий, пятна и полоски на плечевых буграх надкрылий. Половой диморфизм сильно выражен. У самцов голова больших размеров, широкая, по бокам с 2 длинными отростками в виде рогов, которые дугообразно изгибаясь, расходятся от основания в стороны, затем направлены приблизительно вперед, а их вершины загнуты вверх. Развитие этих выростов может сильно варьировать — встречаются как длиннорогие, так и короткорогие особи. У самок голова узкая, без отростков, с закругленными боками. Надкрылья не удлинены, к вершине заметно суживаются. Грудь покрыта довольно длинными беловатыми волосками. Брюшко голое, в мелком пунктире. Ноги длинные и очень сильные. Передние голени самцов всегда очень сильно удлинены, иногда несколько искривлены во внутрь. На наружной стороне они с 3 направленными вперёд зубцами. У самки передние голени гораздо короче, чем у самца, более широкие.

## Ареал
Представители рода обитают от Южной Кореи и северного Китая, на запад до восточной окраины Тибетского нагорья, на юг ареал доходит до острова Тайвань, крайнего юга Китая и восточной Индии (Сикким, Ассам).

## Биология
Образ жизни исследован мало. Жуки встречаются нечасто. Связаны с древесной растительностью.

## Систематика
Согласно ревизии 2014 года в состав рода входит 7 видов:
- Dicronocephalus adamsi adamsi Pascoe, 1863;
  - Dicronocephalus adamsi drumonti Legrand, 2005;
- Dicronocephalus dabryi (Lucas, 1872);
- Dicranocephalus shimomurai Kurosawa, 1986;
- Dicranocephalus uenoi uenoi Kurosawa, 1968;
  - Dicronocephalus uenoi katoi Kurosawa, 1968;
- Dicranocephalus bieti Pouillaude, 1914;
- Dicronocephalus wallichii wallichii Hope, 1831;
  - Dicronocephalus wallichii bourgoini Pouillaude, 1914;
  - Dicronocephalus wallichii bowringi Pascoe, 1863;
- Dicranocephalus yui yui Kurosawa, 1968;
  - Dicranocephalus yui cheni Kurosawa, 1986